# Oghamstein von Rusheens West

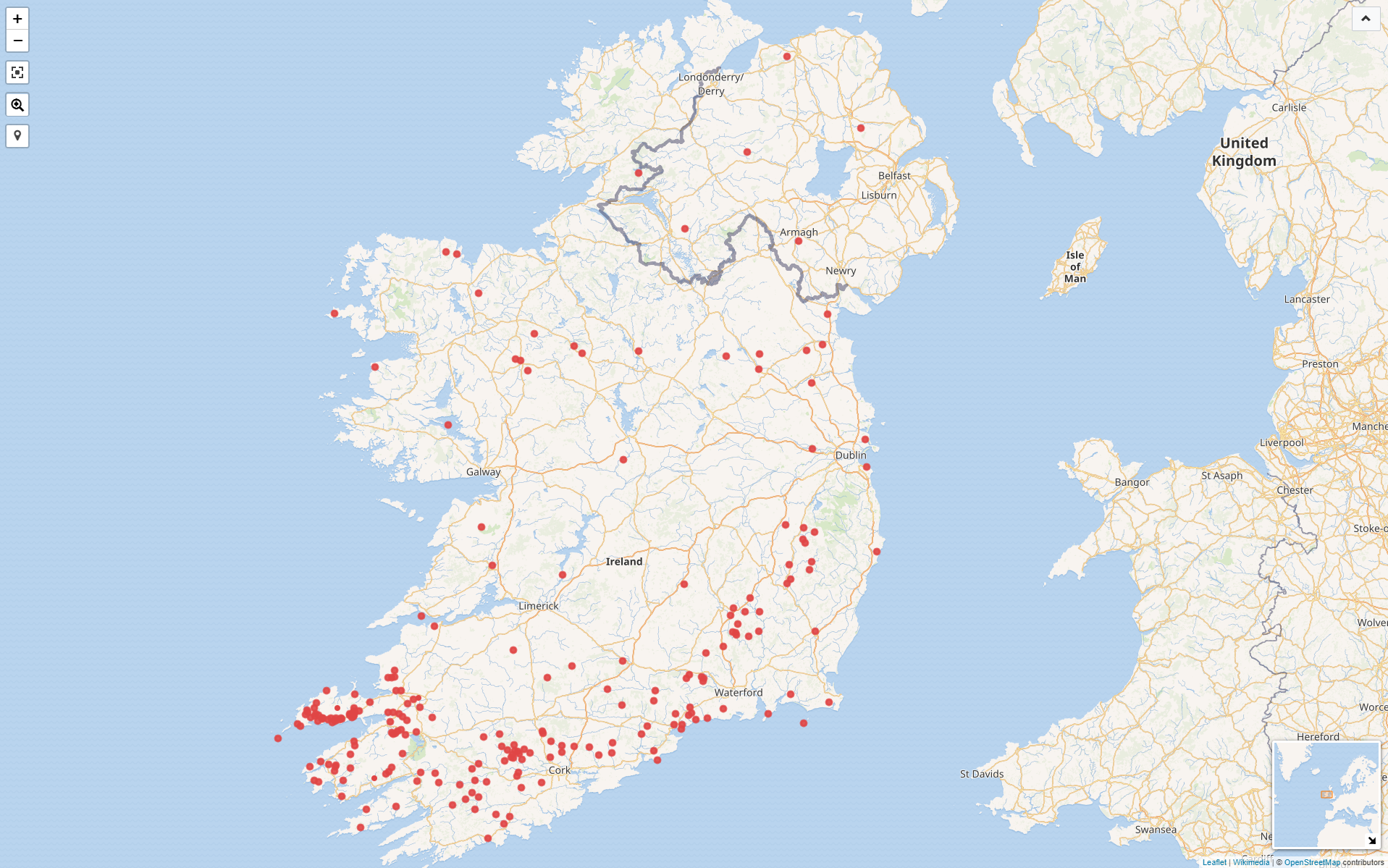
Oghamsteine in Irland

Der Oghamstein von Rusheens West steht am Ende eines Feldes auf einem niedrigen Hügel, im gleichnamigen Townland (irisch An Roisín Thiar) in der Gemeinde Kilmovee, westlich von Ballaghaderreen im Osten des County Mayo in Irland.
Der Oghamstein aus Schiefer ist 1,26 m hoch, 0,43 m breit und 0,33 m dick. Er war zuvor als „Kniestein“ in der niedrigen Einfassung eines Brunnens eingebaut, der St. Mobhi gewidmet ist. Er steht jetzt nördlich der The Three Wells und wurde von Sabine Ziegler auf 400–500 n. Chr. datiert. 
An der nordöstlichen Kante befindet sich die leicht beschädigte Inschrift. ᚛ᚐᚂᚐᚈᚈᚑᚄ ᚋᚐᚊᚔ ᚁᚏ᚜ transkribiert als ALATTOS MAQI BR – deutsch Alattos Sohn von Br... Die letzten Buchstaben sind weggebrochen worden, als der Stein in die Brunnenwand eingebaut wurde.